# Casemodding
 Der er for få eller ingen kildehenvisninger i denne artikel, hvilket er et problem. Du kan hjælpe ved at angive troværdige kilder til de påstande, som fremføres i artiklen.

 Denne artikel bør gennemlæses af en person med fagkendskab for at sikre den faglige korrekthed.

Casemodding (engelsk:Case modding) er et udtryk som bruges om modificering af et computerkabinet, således at det afviger fra standard.

## Fænomenet
Casemodding er et forholdsvist nyt fænomen, der er opstået af samme årsag som alt andet design: menneskets trang til at skille sig ud og eje noget, andre ikke har. Direkte oversat bliver det til kassemodificering (kabinetmodificering), hvilket er en del af det. Det handler i bund og grund om at modificere kabinettet, som computeren er monteret i. Det er typisk drenge/mænd, som tager til Lan parties, der udfører casemods,[kilde mangler] for i disse fora er det tilfredstillende at vise ens hjemmelavede projekt frem.[kilde mangler]
Casemodding er siden udbredelsen blevet mere og mere kommercielt.[kilde mangler] Der er blandt dedikerede "moddere" konsensus om, at man ikke kan kalde det for et casemod, medmindre brugeren selv har lavet det. Det vil sige, at casemodding ikke er noget, man kan købe i en butik.[kilde mangler] Der findes på nettet flere vejledningssider og onlinefora, hvor der kan opnås råd og vejledning til casemodding.[kilde mangler]

## Andet end design
Casemodding handler også om ydelse og funktion. Casemodding kan også anvendes til at opnå bedre køling, da det ikke altid er nok at købe sig til bedre køling, da den rigtige køling ofte kræver kabinetmodificering.[kilde mangler]